# WCEV
WCEV byla americká rozhlasová stanice vysílající na frekvenci 1450 kHz (AM) v oblasti Chicagolandu program určený pro místní etnické menšiny. Vysílání probíhalo především v angličtině, španělštině a polštině, o víkendu se jazykové portfolio rozšiřuje o irštinu, arabštinu a češtinu. Program zahrnoval zpravodajství z komunit, rozhovory, rozhlasové divadelní představení, tradiční i populární hudbu, náboženské programy a občas jsou živě přenášeny také akční sporty.

## Název stanice
WCEV je volací značka stanice (prefix W je udělován stanicím vysílajících východně od řeky Mississippi) a současně akronym We're Chicagoland's Ethnic Voice (česky My jsme etnický hlas v Chicagolandu).

## Program

### Pondělí až pátek
| Čas (UTC) | Pořad |
| --------- | --- |
| 13:00     | NewsCats, Traffic Reports |
| 13:05     | Gospel Spotlight Showcase |
| 13:29     | Traffic Reports |
| 14:00     | NewsCats |
| 14:05     | Oye (španělsky) |
| 15:00     | NewsCats |
| 15:05     | De Puro Atardecer Campirano (španělsky)                                                                                              |
| 16:00     | NewsCats |
| 16:05     | Sabor Latino (španělsky) / Yahala 1450 from Chicago                                                                                  |
| 17:00     | NewsCats |
| 17:05     | Futbol de Primera (španělsky) / Yahala 1450 from Chicago                                                                             |
| 18:00     | NewsCats, Traffic Reports |
| 19:00     | NewsCats, Traffic Reports |
| 19:05     | Roman Catolic Mass & Polish Apostleship of Prayer (polsky)                                                                           |
| 19:59     | Traffic Reports |
| 20:00     | NewsCats |
| 20:05     | pondělí a pátek: Mosaic / každou středu: Voice of American Czestochowa (polsky) / úterý a čtvrtek: Poland in music and song (polsky) |
| 20:30     | Carmen Jara Show (španělsky) |
| 21:00     | NewsCats |
| 21:05     | Carmen Jara Show (španělsky) |
| 22:00     | Závěr vysílání |

### Sobota
| Čas   | Pořad                                              |
| ----- | -------------------------------------------------- |
| 13:00 | NewsCats                                           |
| 13:05 | Good Morning Ireland (irsky)                       |
| 14:00 | NewsCats                                           |
| 14:05 | Good Morning Ireland (irsky)                       |
| 15:00 | Senior Notes / Solutions for Care of Berwyn Cicero |
| 15:05 | The Skinny and Houli show (irsky)                  |
| 16:00 | NewsCats                                           |
| 16:05 | Islamic and Arab Voice of Chicago (arabsky)        |
| 18:00 | Závěr vysílání                                     |

### Neděle
| Čas   | Pořad                                                       |
| ----- | ----------------------------------------------------------- |
| 05:00 | NewsCats                                                    |
| 05:05 | This Week in America                                        |
| 05:30 | Sierra Club                                                 |
| 06:00 | NewsCats                                                    |
| 06:05 | Infotrak Syndication Network                                |
| 07:00 | NewsCats                                                    |
| 07:05 | Disciples of Christ Full Gospel Church                      |
| 07:30 | Father Justin Rosary Hour (polsky)                          |
| 08:00 | NewsCats                                                    |
| 08:05 | Roman Catholic Mass & Polish Apostleship of Prayer (polsky) |
| 09:00 | NewsCats                                                    |
| 09:05 | Czechoslovak Sunday Radio Hour (česky)                      |
| 10:00 | NewsCats                                                    |
| 11:00 | NewsCats                                                    |
| 11:05 | Las Aventuras del Oso Goloso Y Sus Amigos (španělsky)       |
| 12:00 | NewsCats                                                    |
| 12:05 | Las Aventuras del Oso Goloso Y Sus Amigos (španělsky)       |
| 13:00 | NewsCats                                                    |
| 13:05 | Chet Schafer Show – polka                                   |
| 14:00 | NewsCats                                                    |
| 14:05 | Domingos Felices (španělsky)                                |
| 15:00 | NewsCats                                                    |
| 15:05 | Domingos Felices (španělsky)                                |
| 15:30 | Music and the Spoken World                                  |
| 16:00 | NewsCats                                                    |
| 16:05 | El Programa de Casas de Venta Do Don Luis (španělsky)       |
| 16:30 | Infotrak Syndication Network                                |
| 17:00 | NewsCats                                                    |
| 17:35 | Mosaic                                                      |
| 18:00 | NewsCats                                                    |
| 18:05 | Radio Islam                                                 |
| 18:30 | Sing for Joy                                                |
| 19:00 | NewsCats                                                    |
| 19:05 | Gaelic Park Irish Hour (irsky)                              |
| 20:00 | NewsCats                                                    |
| 20:05 | The Skinny and Houli Show (irsky)                           |
| 21:00 | Senior Notes / Solutions for Care of Berwyn Cicero          |
| 21:05 | New Home Baptist Church                                     |
| 22:00 | Závěr vysílání                                              |

## Vysílací frekvence
WCEV vysílala na středních vlnách z vysílače Cicero na frekvenci 1450 kHz. Vysílač byl všesměrový o výkonu 1 kW. O frekvenci se stanice dělila s lokálním mexikánským rozhlasem WRLL (ReaL oLdies).